# كأس تونس 2007–08
كأس تونس لكرة القدم 2007-2008 هو الموسم رقم 51 منذ الاستقلال وال76 منذ إنشائه من كأس تونس لكرة القدم.

فاز بهذا الموسم الترجي الرياضي التونسي، وجاء ثانيا النجم الرياضي الساحلي.

## روابط خارجية
- الموقع الرسمي للجامعة التونسية لكرة القدم.